# Alice Varela
Alice Varela, née le 18 juin 1999 à Bordeaux, est une actrice française connue pour son rôle du personnage de Judith dans la série quotidienne Demain nous appartient.

## Biographie
Alice Varela est originaire de Bordeaux. Elle a été formée à l'école de théâtre des Cours Florent. Elle fait ses premiers pas d'actrice très jeune. En 2010, à l'âge de 10 ans, elle apparaît dans La Maison des Rocheville. Elle rejoint le casting de la série Demain nous appartient en octobre 2019.

## Filmographie
Liste non exhaustive.

### Télévision
- 2010 : La Maison des Rocheville : Constance
- 2014 : Famille d'accueil : Lolita
- 2017 : Capitaine Marleau
- 2019 à 2023 et depuis 2025 : Demain nous appartient : Judith Delcourt-Bertrand (saisons 2 à 6 puis 8)
- 2019 : La Dernière Vague : Margot
- 2020 : La Promesse : Anaïs Delaire (adolescente)
- 2020 : Ici tout commence : Judith Delcourt-Bertrand (1 épisode)
- 2022 : Clem : Roxane Kircher